# Pintu Khimbe
Pintu Khimbe is een bestuurslaag in het regentschap Aceh Tenggara van de provincie Atjeh, Indonesië. Pintu Khimbe telt 315 inwoners (volkstelling 2010).